# Tachycineta leucopyga
La golondrina chilena o golondrina patagónica (Tachycineta leucopyga) es una especie de ave paseriforme, del género Tachycineta, de la familia Hirundinidae. Se distribuye en América del Sur.

## Distribución y hábitat
Esta especie nidifica en gran parte de la Patagonia. Mayoritariamente en el lado Chileno. Migra al norte al aproximarse el invierno, llegando hasta el centro de Bolivia, Paraguay, y el sudeste de Brasil. Esta golondrina habita generalmente en lugares abiertos, cerca del agua.

## Descripción

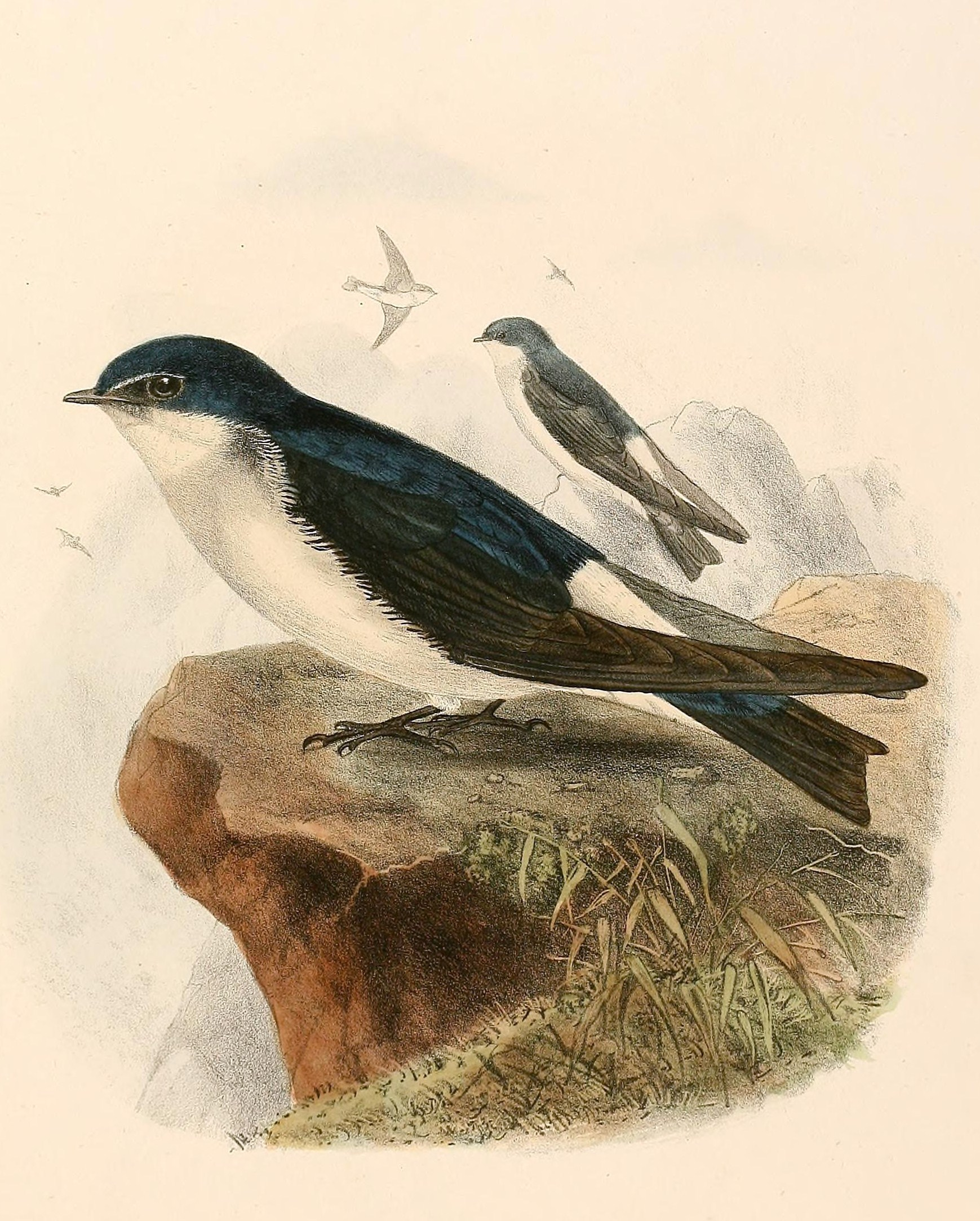
Ilustración de Richard Bowdler Sharpe.

El adulto es de 13 cm de largo. No presenta ceja blanca. Es azul con leve brillo violáceo en la parte superior; blanco en la parte inferior, y la cola. Las tapadas alares son cenicientas —carácter diagnóstico—. Ambos sexos son similares, pero el plumaje de los jóvenes es de color gris pardo por encima. 

## Comportamiento
Esta golondrina se alimenta principalmente de insectos voladores. Normalmente se encuentran en parejas o en pequeños grupos. Su nido lo sitúa en el hueco de un árbol, o entre rocas o estructuras artificiales. Construye su nido, con plumas y algunas fibras vegetales; allí la hembra incuba sus blancos huevos.  

## Taxonomía
Esta especie monotípica fue descrita originalmente por Jean Cabanis en el año 1850, bajo el nombre científico de: Petrochelidon leucopyga. Su localidad tipo es: «Santiago, Chile».
Las especies: Tachycineta leucorrhoa, Tachycineta bicolor, Tachycineta albilinea, Tachycineta stolzmanni, Tachycineta albiventer, y Tachycineta meyeni , anteriormente fueron colocadas en un género separado: Iridoprocne, pero estudios de sus ADN indican una estrecha relación de estos taxones con el clado formado por: Tachycineta thalassina, Tachycineta euchrysea, y Tachycineta cyaneoviridis, y por lo tanto, el agrupamiento de todos en un solo género.